# موزه لژیون خارجی فرانسه
موزه لژیون خارجی فرانسه (به فرانسوی: Musée de la Légion étrangère) یک موزه نظامی مربوط به لژیون خارجی فرانسه در شهر اوبنی در جنوب فرانسه است.

## نگارخانه

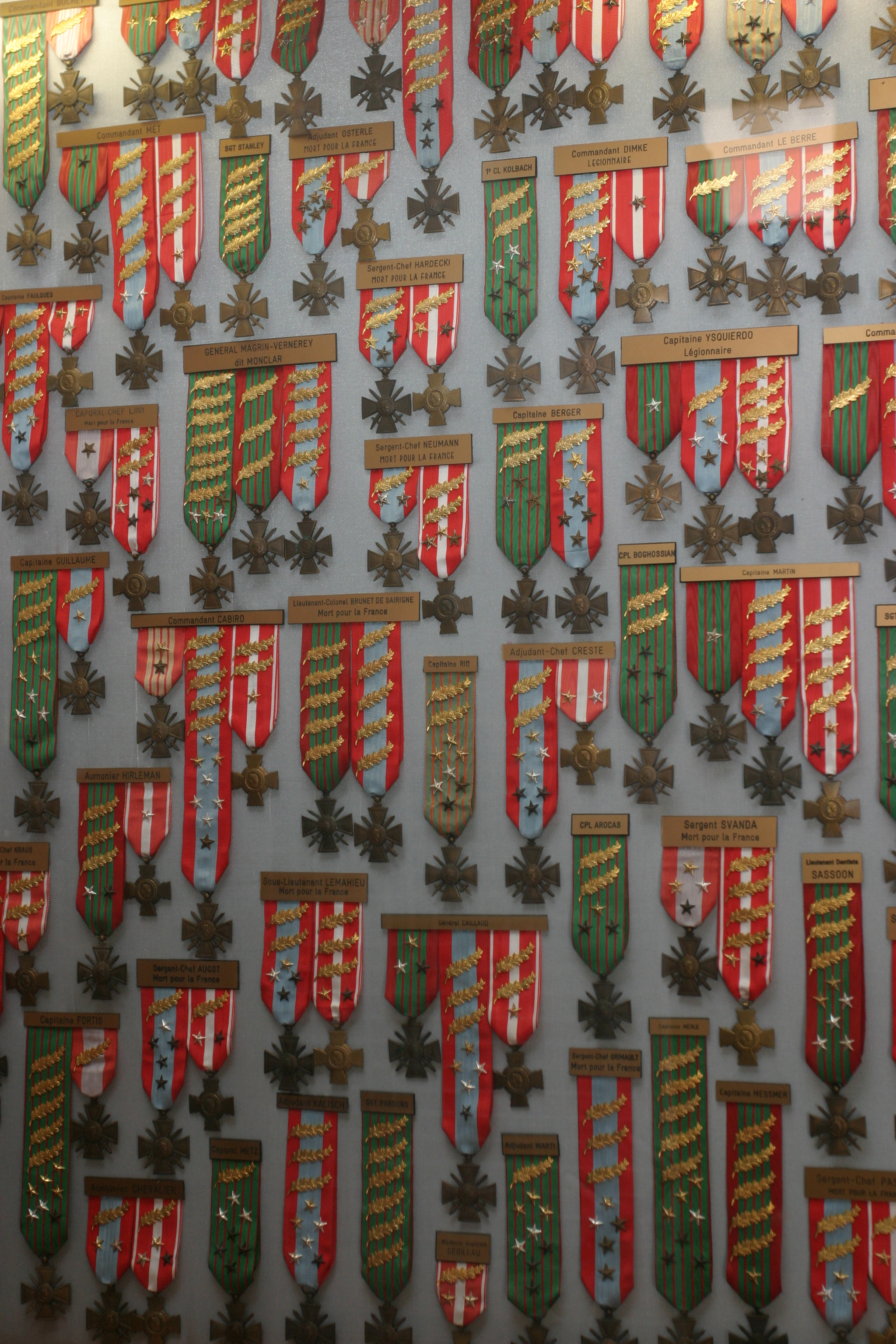
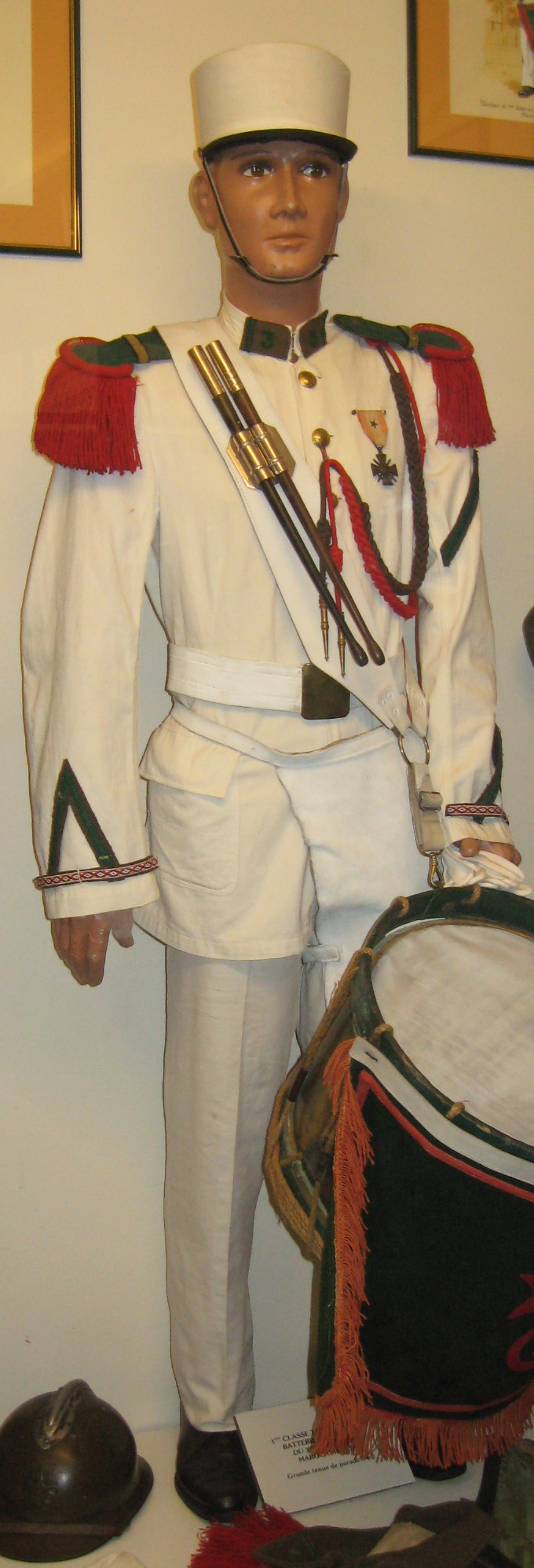
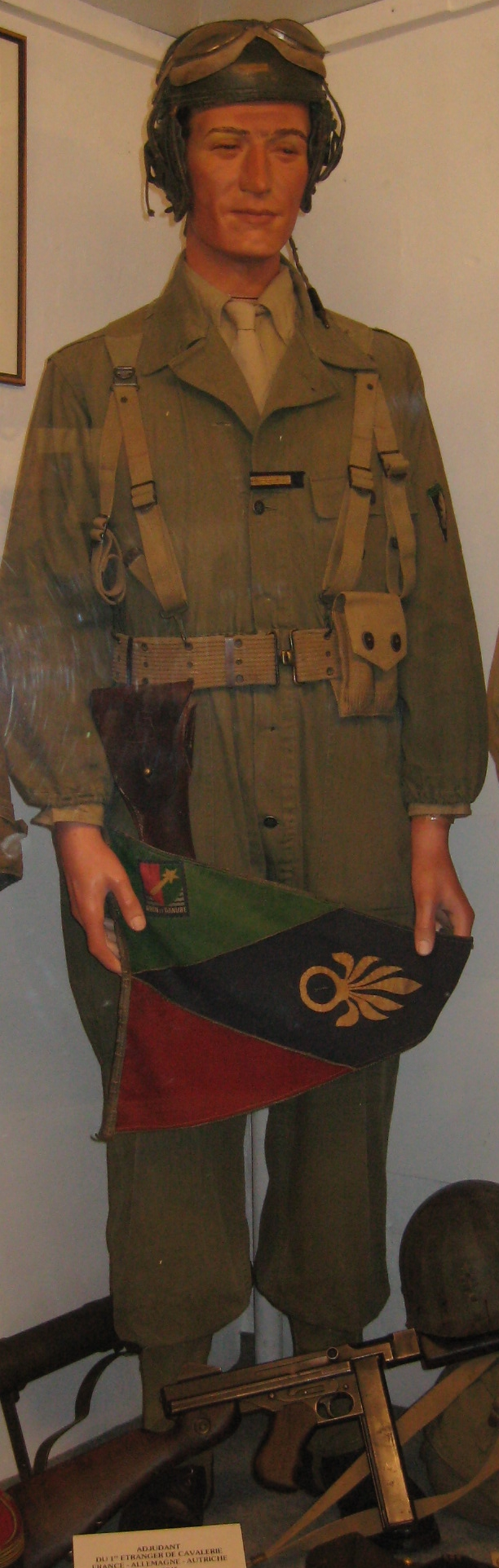
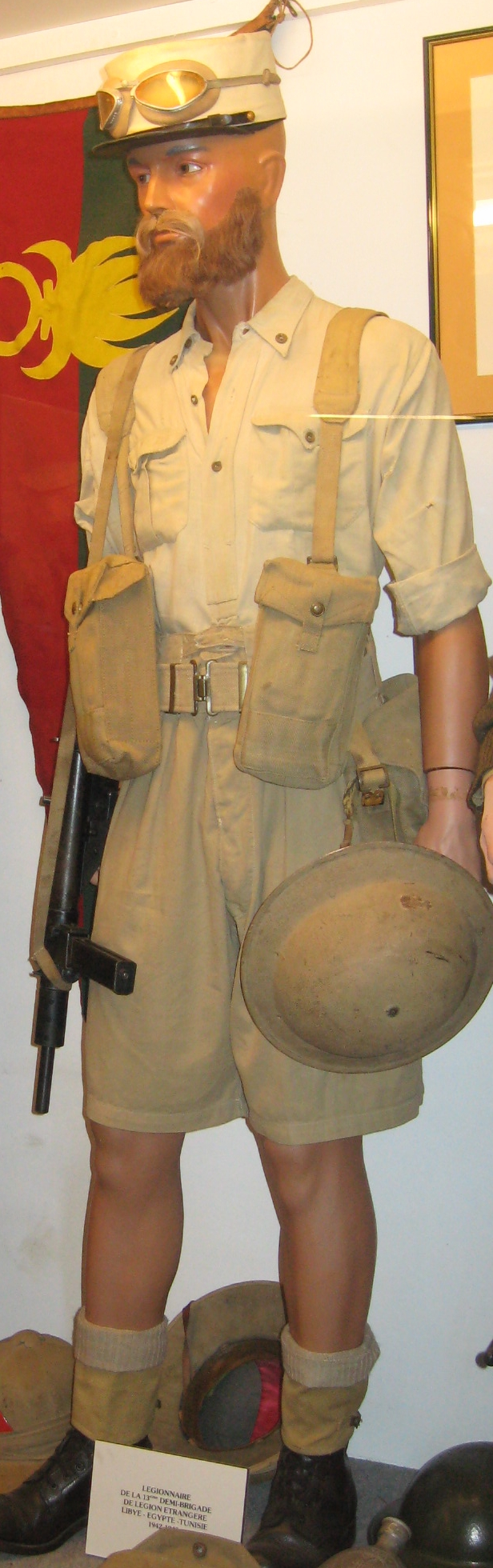
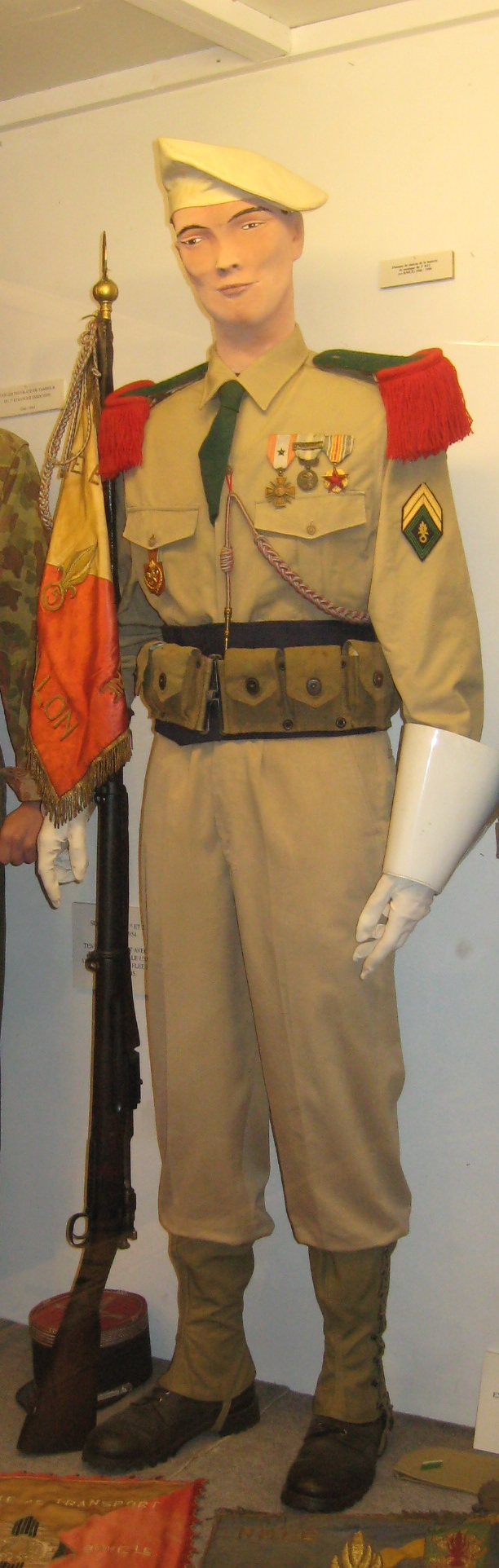
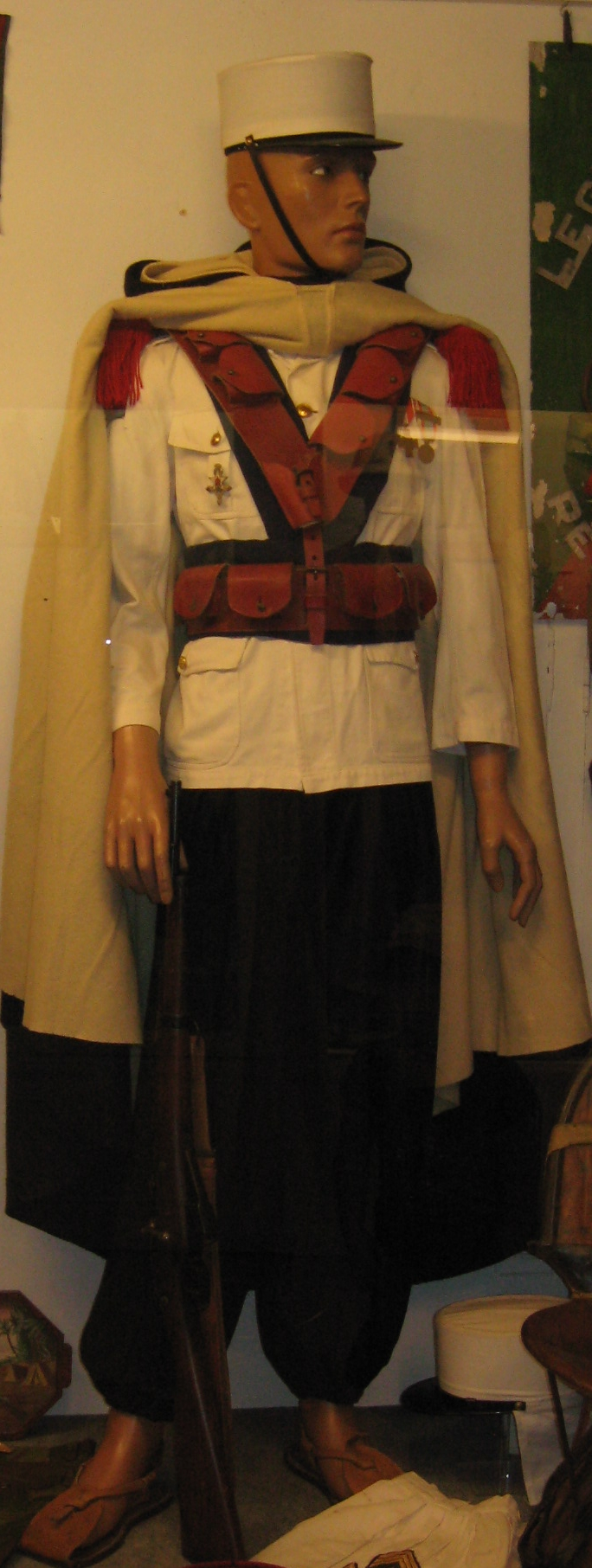
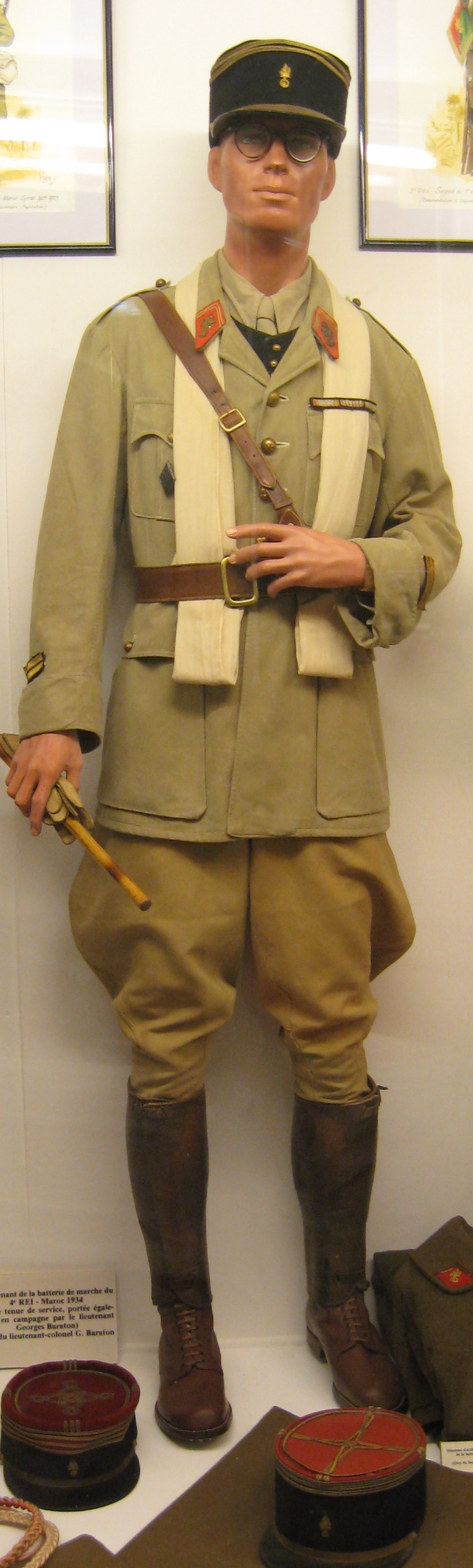
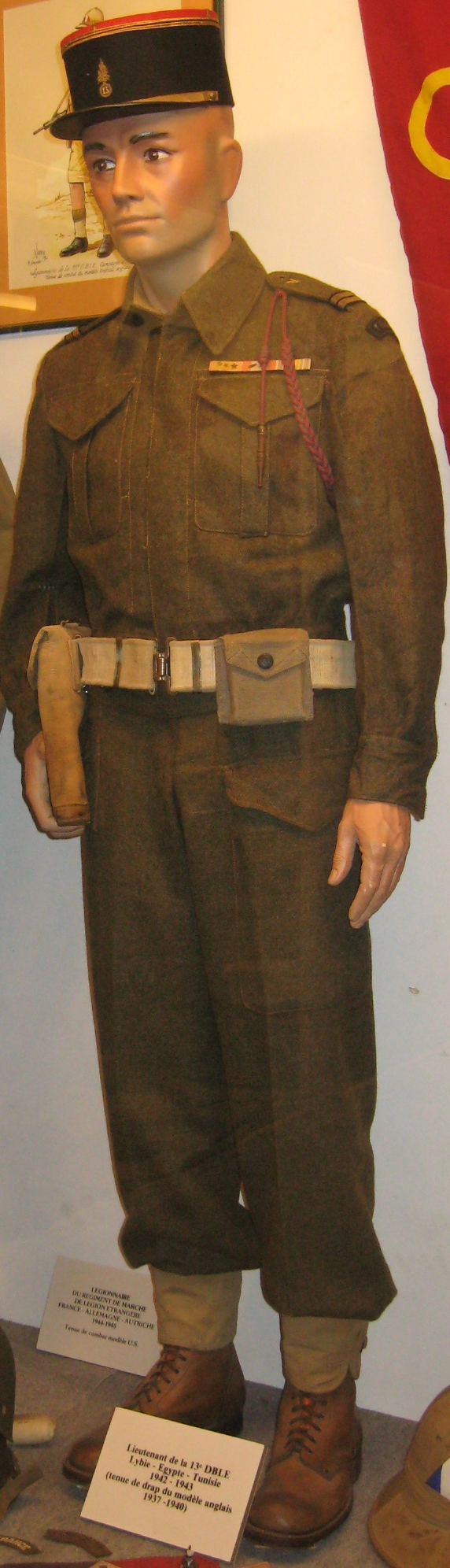
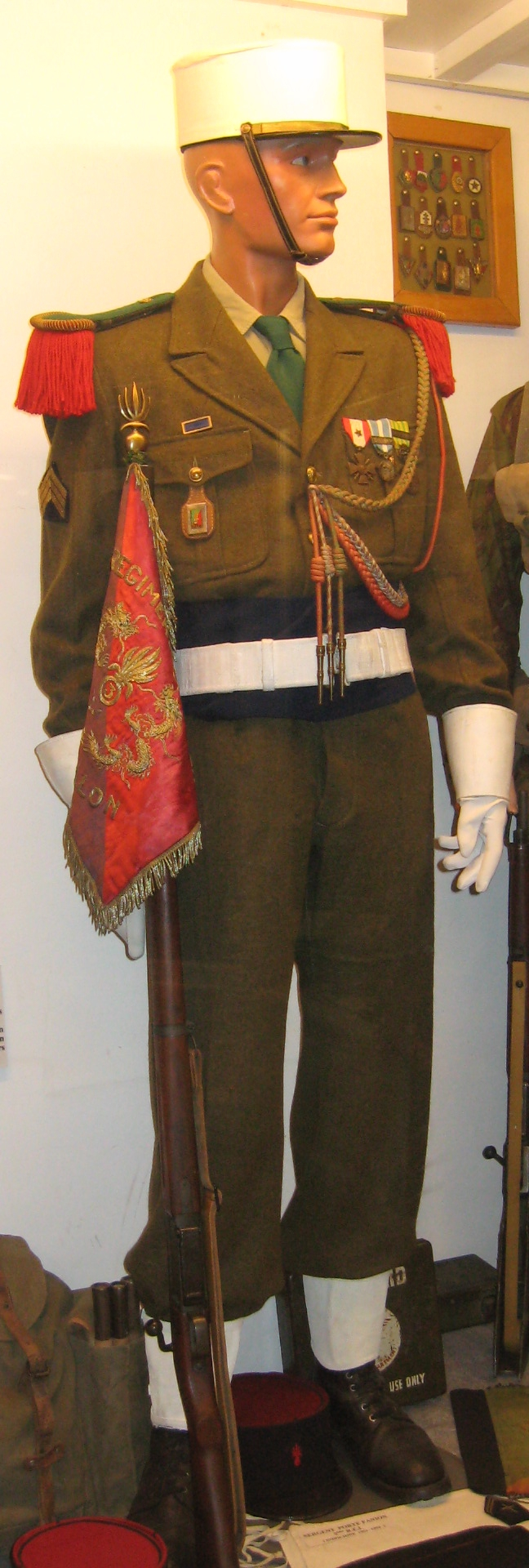
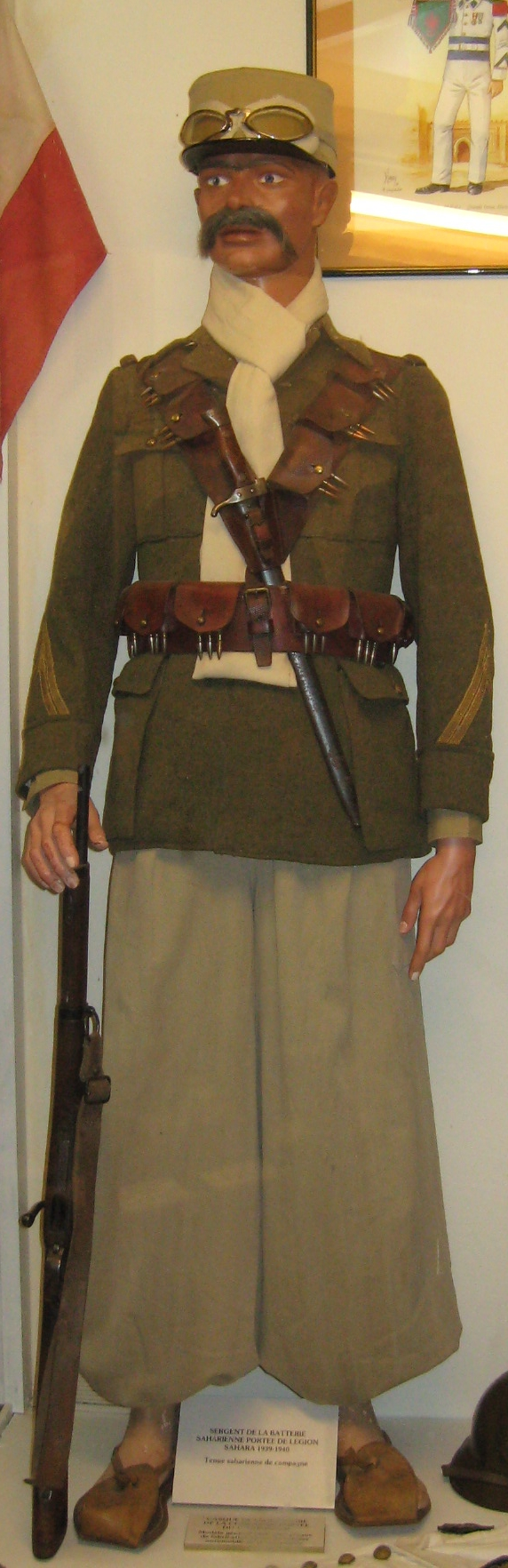